# Њу Милфорд (Њу Џерзи)
Њу Милфорд (енгл. New Milford) град је у америчкој савезној држави Њу Џерзи.

## Демографија
По попису из 2010. године број становника је 16.341, што је 59 (-0,4%) становника мање него 2000. године.
| Група             | 2000.          | 2010.          |
| Белци             | 12.008 (73,2%) | 10.160 (62,2%) |
| Афроамериканци    | 429 (2,6%)     | 608 (3,7%)     |
| Азијати           | 2.420 (14,8%)  | 3.169 (19,4%)  |
| Хиспаноамериканци | 1.326 (8,1%)   | 2.227 (13,6%)  |
| Укупно            | 16.400         | 16.341         |